# Clemente Grosso della Rovere
Clemente Grosso della Rovere (1462, Savona– 18. srpna 1504, Řím) byl italský římskokatolický duchovní, člen Řádu menších bratří konventuálů, biskup mendeský a kardinál.

## Život
Narodil se roku 1462 v Savoně jako druhé dítě Antonia Grossa a Marii Basso della Rovere. Byl bratrem kardinála Leonarda Grosso della Rovere, prasynovec papežem Sixta IV. z matčiny strany, synovec kardinála Girolama Basso della Rovere, vzdálený příbuzný kardinála Galeotta Franciotti della Rovere a bratranec papežem Julia II.
Ve svém rodném městě vstoupil do Řádu menších bratří konventuálů. Po studiu teologie působil v Nejvyšším tribunálu apoštolské signatury. Byl papežským pokladníkem v Perugii.
Dne 27. října 1483 byl zvolen biskupem mendeským.
Dne 29. listopadu 1503 jej papež Julius II. jmenoval kardinálem-knězem ze Santi XII Apostoli.
Zemřel 18. srpna 1504 v Římě. Pohřben byl v kapli Sixta IV. v bazilice svatého Petra. Není známo zda je tam stále pohřben nebo byly jeho ostatky přeneseny do kostela San Francesco a Ripa, kde měla jeho rodina hrobku.